# Brizambourg
Brizambourg é uma comuna francesa na região administrativa da Nova Aquitânia, no departamento de Charente-Maritime. Estende-se por uma área de 21,26 km². Em 2010 a comuna tinha 929 habitantes (densidade: 43,7 hab./km²).